# Francisca Oboh Ikuenobe
Giáo sư  Francisca Oboh-Ikuenobe là một nhà địa chất đến từ Ubiaja ở khu vực chính quyền địa phương phía Đông Nam của người Esan của bang Edo. Bà nghiên cứu chuyên về phấn hoa và trầm tích học, và là Giáo sư Địa chất và Giám đốc tạm thời tại Sở Khoa học Địa chất và Địa chất và Dầu khí và Kỹ thuật, Đại học Khoa học và Công nghệ Missouri.

## Sự nghiệp ban đầu
Oboh-Ikuenobe đã theo học tại trường St. Maria Goretti Girls Grammar School Benin-city ở  Nigeria. Bà đã đạt được bằng cử nhân hạng nhất về địa chất năm 1983, sau đó bà làm việc với tư cách là một nhà địa chất sản xuất cho Công ty Phát triển Dầu khí Shell ở Lagos, và là nhà nghiên cứu về phấn hoa cùng với Shell tại phòng thí nghiệm địa chất của họ ở bang Warri Delta trước khi trở lại trường đại học để tốt nghiệp Thạc sĩ địa chất ứng dụng vào năm 1987 của Đại học Ife Nigeria (nay là Đại học Obafemi Awolowo). Sau đó, bà giữ chức vụ giảng viên tại Đại học Ife. Bà đã được trao tặng giải thưởng học bổng của Ủy ban Thịnh vượng chung cho học vị tiến sĩ của bà tại Khoa Khoa học Trái đất của Đại học Cambridge (New Hall, bây giờ là Murray Edwards College) vào năm 1991 với luận án 'Tái cấu trúc môi trường Palaeo của hồ chứa E2.0 trong Cánh đồng Kolo Creek, đồng bằng Niger (Nigeria)'. Bà gia nhập Missouri S&T, sau đó là Bộ Địa chất và Địa vật lý vào năm 1991 với tư cách là một trợ lý giáo sư về địa chất.

## Công trình chọn lọc
- Adams, G., Fielding, C.R. and Oboh-Ikuenobe, F.E., 2017. Stratigraphy and depositional environments of the Mesaverde Group in the northern Bighorn Basin of Wyoming. Palaeogeography, Palaeoclimatology, Palaeoecology, v. 485, p. 486-503; doi.org/10.1016/j.palaeo.2017.07.005.
- Oboh-Ikuenobe, F.E., Antolinez-Delgado, H., and Awad, W.K., 2017. Dinoflagellate cyst assemblages, biostratigraphy and paleoenvironment of a Paleocene-Early Eocene sedimentary succession in the northern Niger Delta Basin: Comparison with low, mid and high latitude regions. Palaeogeography, Palaeoclimatology, Palaeoecology, v. 481, p. 29-43; doi: 10.1016/j.palaeo.2017.05.020.
- Barron, A., Zobaa, M.K., and Oboh-Ikuenobe, F.E., 2017. Palynological evidence for sustained deep-marine conditions during the Eocene-Miocene in the southern Gulf of Mexico distal continental margin. Geological Society of America Bulletin, v. 129, p. 218-228; doi: 10.1130/B31559.1.
- Awad, W.K., and Oboh-Ikuenobe, F.E., 2016. Early Paleogene dinoflagellate cysts from ODP Hole 959D in the Côte d'Ivoire-Ghana Transform Margin, West Africa: new species, biostratigraphy and paleoenvironmental implications. Journal of African Earth Sciences, v. 123, p. 123-144; doi.org/10.1016/j.jafrearsci.2016.07.014.
- Lorente, F.L., Pessenda, L.C.R., Oboh-Ikuenobe, F., Buso, A.A., Cohen, M.C.L., Meyer, K.E.B., Giannini, P.C.F., de Oliveira, P.E., de Fátima Rossetti, D., Filho, M.A.B., França, M.C., de Castro, D.F., Bendassolli, J.A., and Macario, K., 2014, Palynofacies and stable C and N isotopes of Holocene sediments in Lake Macuco (Linhares, Espírito Santo, southeastern Brazil): Depositional settings and palaeoenvironmental evolution. Palaeogeography, Palaeoclimatology, Palaeoecology, doi.org/10.1016/j.palaeo.2013.12.004.
- Scott, R.W., Formolo, M., Rush, N., Owens, J.D., and Oboh-Ikuenobe, F., 2013. Upper Albian OAE 1d Event in the Chihuahua Trough, New Mexico, USA Cretaceous Research, v. 46, p. 136–150, doi.10.1016/j.cretres.2013.08.011.
- Bowen, B.B., Story, S.L., Oboh-Ikuenobe, F.E., and Benison, K.C., 2013, Differences in regolith weathering history at an acid and neutral saline lake on the Archean Yilgarn Craton and implications for acid brine evolution. Chemical Geology, v. 356, p. 126–140.
- Oboh-Ikuenobe, F.E., Benson, D.G., Scott, R.W., Holbrook, J.M., Evetts, M.J., and Erbacher, J., 2007. Re-evaluation of the Albian Cenomanian boundary in the US Western Interior based on dinoflagellate cysts. Review of Palaeobotany and Palynology, v. 144, p. 77–97.
- Holbrook, J.M., Scott, R.W., and Oboh-Ikuenobe, F.E., 2006. Base-level buffers and buttresses: a model for upstream versus downstream control on preservation of fluvial geometry and architecture within sequences. Journal of Sedimentary Research, v. 76, p. 162-174.
- Oboh-Ikuenobe, F.E., and De Villiers, S.E., 2003. Dispersed organic matter in samples from the western continental shelf of Southern Africa: palynofacies assemblages and depositional environments of Late Cretaceous and younger sediments. Palaeogeography, Palaeoclimatology, Palaeoecology, v. 201, p. 67–88.
- Pletsch, T., Erbacher, J., Holbourne, A.E.L., Kuhnt, W., Moullade, M., Oboh-Ikuenobe, F.E., Söding, E., and Wagner, T., 2001. Cretaceous separation of Africa and South America: the view from the West African margin (ODP Leg 159). Journal of South American Earth Sciences, v. 14, p. 147-174.
- Jaramillo, C.A., and Oboh-Ikuenobe, F.E., 1999. Sequence stratigraphic interpretations from palynofacies, dinocyst and lithological data of Upper Eocene-Lower Oligocene strata in southern Mississippi and Alabama, U.S. Gulf Coast. Palaeogeography, Palaeoclimatology, Palaeoecology, v. 145, p. 259-302.
- Oboh-Ikuenobe, F.E., 1996. Correlating palynofacies assemblages with sequence stratigraphy 	in Upper Cretaceous (Campanian) sedimentary rocks of the Book Cliffs, east- central Utah. Geological Society of America Bulletin, v. 108, p. 1275-1294.
- Oboh, F.E., 1992. Middle Miocene palaeoenvironments of the Niger Delta. Palaeogeography, Palaeoclimatology, Palaeoecology, v. 92, p. 55-84.